# Onthophagus taurinus
Onthophagus taurinus är en skalbaggsart som beskrevs av White 1844. Onthophagus taurinus ingår i släktet Onthophagus och familjen bladhorningar. Inga underarter finns listade i Catalogue of Life.